# Dexter: Prvi grijeh
Dexter: Prvi grijeh (eng. Dexter: Original Sin) je američka televizijska serija iz 2024. godine, koju je napisao Clyde Phillips, ujedno je i prednastavak televizijske serije Dexter (2006. – 2013.), prema romanima Jeffa Lindsayja. Serija se prikazuje od 15. prosinca 2024. na kanalu Showtime. U Hrvatskoj se prikazuje od 30. siječnja 2025. na streaming platformi SkyShowtime.
Serija je u travnju 2025. obnovljena za drugu sezonu.

## Radnja
Radnja smještena je u Miami 1991. godine, prati život Dextera u njegovoj mladosti, dok prolazi kroz proces transformacije iz običnog studenta u osvetnika s mračnim nagonima. Suočen s nezaustavljivom žudnjom za ubijanjem, Dexter mora naučiti kako kontrolirati svoje porive i usmjeriti ih na one koji su prijetnja društvu. Pod mentorstvom svog oca Harryja, razvija vlastiti Kod koji mu omogućuje eliminaciju krivaca bez privlačenja pozornosti policije. U isto vrijeme, Dexter započinje praksu kao forenzički pripravnik u policiji Miamija, što dodatno komplicira njegovu misiju i testira njegovu sposobnost da vodi dvostruki život.

## Glumačka postava
- Patrick Gibson kao Dexter Morgan
  - Michael C. Hall kao pripovjedač Dexterovog unutarnjeg glasa
- Christian Slater kao Harry Morgan
- Molly Brown kao Debra Morgan
- Christina Milian kao Maria LaGuerta
- James Martinez kao Angel Batista
- Alex Shimizu kao Vince Masuka
- Reno Wilson kao Bobby Watt
- Patrick Dempsey kao Aaron Spencer

### Sporedni
- Brittany Allen kao Laura Moser
- Raquel Justice kao Sofia Riviera
- Jeff Daniel Phillips kao Levi Reed
- Sarah Kinsey kao Camilla Figg
- Jasper Lewis kao Doris Morgan
- Aaron Jennings kao Clark Sanders
- Roberto Sanchez kao Tony Ferrer
- Eli Sherman kao mali Dexter
- Carlo Mendez kao Hector Estrada
- Randy Gonzalez kao Santos Jimenez
- Isaac Gonzalez Rossi kao Gio Martino
- Amanda Brooks kao Becca Spencer
- London Thatcher kao Nicky Spencer
- Roby Attal kao Brian Moser

### Gosti
- Joe Pantoliano kao Mad Dog
- Nick Santucci kao mladi Miguel Prado

## Pregled serije
Serija je krenula sa prikazivanjem 13. prosinca 2024. na kanalu Showtime. U Hrvatskoj se prikazuje na streaming platformi SkyShowtime od 30. siječnja 2025.
| Sezona | Sezona | Epizoda | SAD prikazivanje  | SAD prikazivanje  | Hrvatsko prikazivanje | Hrvatsko prikazivanje |
| Sezona | Sezona | Epizoda | Premijera sezone  | Finale sezone     | Premijera sezone      | Finale sezone         |
| ------ | ------ | ------- | ----------------- | ----------------- | --------------------- | --------------------- |
|        | 1.     | 10      | 13. prosinca 2024 | 14. veljače 2025. | 30. siječnja 2025.    | 20. ožujka 2025.      |

| 1. | "And in the Beginning..."  | "A u početku..." "U početku bijaše..."                       | Michael Lehmann | Clyde Phillips                                                                       | 13. prosinca 2024. | 30. siječnja 2025. |
| Nakon što ga Harrison upuca, Dexter Morgan biva reanimiran i promatra kako mu život prolazi pred očima. Mladi Dexter je na praksi za kirurga i blizu je završetka studija. Na sajmu, uz Vincea Masuku, promatra štand koji mu budi interes. Sa sestrom Debrom odlazi na proslavu diplome. Tamo jedan mladić opije Debru i odvodi je u sobu kako bi je iskoristio; Dexter ga onesvijesti, a on i Debra budu izbačeni s tuluma. Kad se vrate kući, njihov otac Harry čeka budan, zabrinut; godinama ranije izgubio je sina u utapanju zbog vlastite nepažnje. Tijekom lova, Dexter priznaje Harryju da mu ubijanje životinja više nije dovoljno i ispriča što se dogodilo na zabavi, što kod Harryja izazove srčani udar, pa završava u bolnici. Dexter otkriva da ga medicinska sestra truje lijekovima i Harry mu dopušta da je ubije. Dexter ubija sestru Mary, njegova prva žrtva i njeno tijelo baca u močvaru s aligatorima. Harry se oporavlja i izlazi iz bolnice, a Dexter diplomira. Dexter mu priznaje da se osjećao dobro kad je ubio Mary, a Harry brizne u plač. Dexter zatim počinje raditi u Policijskoj upravi Miami Metro. |                            |                                                              |                 |                                                                                      |                    |                    |
| 2. | "Kid in a Candy Store"     | "Dečko u prodavaonici slatkiša" "Dijete u trgovini slatkiša" | Michael Lehmann | Katrina Mathewson & Tanner Bean                                                      | 20. prosinca 2024. | 30. siječnja 2025. |
| U prošlosti, Harry i Bobby Watt rade na slučaju Hectora Estrade. Uhitili su Joea i Lauru Moser, koji su preprodavali kokain. Kada Joe odbije surađivati, Harry od Laure napravi doušnicu za taj slučaj. Nakon smrti Harryja Jr., Doris Morgan i Harry pokušavaju dobiti još jedno dijete. U sadašnjosti, na nepoznatoj lokaciji, maskirani muškarac otima dječaka i odreže mu prst; prst zatim šalje u Miami Metro. Dexter počinje raditi za Masuku i biva poslan na mjesto zločina. Dexter iznosi svoje pretpostavke kolegama, koji mu se prijateljski nasmiju. Prvi put se osjeća kao da je stekao prijatelje, tijekom zajedničkog obroka. Debra se naljuti na Harryja jer više vremena provodi s Dexterom nego s njom. U nadi da će učiniti Dextera normalnijim, Harry zamoli Angela Batistu da ga izvede navečer, dok Dexter pretražuje spise u potrazi za ubojicama koji su slobodni kako bi ih mogao ubiti. Te večeri, Batista vodi Dextera u klub i ispriča mu o zelenašu koji ne ostavlja tragove i ubija one kojima posudi novac. Tako Dexter dobiva svoju sljedeću žrtvu zahvaljujući Batisti, Tonyja Ferrera. |                            |                                                              |                 |                                                                                      |                    |                    |
| 3. | "Miami Vice"               | "Poroci Miamija"                                             | Monica Raymund  | Safura Fadavi                                                                        | 20. prosinca 2024. | 30. siječnja 2025. |
| Prije nekoliko godina, Harry nagovara Lauru da se zbliži s Estradom. Nakon što je operacija uspješno završena, Laura mu ponudi seks, no on to odbije. U sadašnjosti, kapetan Aaron Spencer javno objavljuje nestanak Jimmyja Powella, čime slučaj postaje prioritet policijske uprave. María LaGuerta dolazi kao novopridošla u odjel za ubojstva kako bi poboljšala učinkovitost rješavanja slučajeva, na nezadovoljstvo kapetana Spencera. Dexter počinje promatrati Ferrera i prikuplja dokaze kako bi ga mogao ubiti. Uz pomoć Masuke, Dexter nabavlja lažnu osobnu iskaznicu kako bi se susreo s Ferrerom. Dexter otkriva da Sofia Rivera, Debrina prijateljica, nosi naušnice koje je on čuvao kao trofeje. Dexter odlazi na jai alai utakmicu kako bi vidio Ferrera; Ferrer mu daje zajam. Dexter priprema recept koji izgleda kao kokain za Debru, a ona mu pomaže kupiti naušnice za Sofiju i vratiti one druge. Ferrer prijeti Dexteru da će ga ubiti ako mu u roku jednog dana ne vrati novac, zbog čega Dexter nastavlja prikupljati dokaze da ga ubije. Harry mu nudi da bude prisutan tijekom ubojstva, ali ga Dexter odbija. Dexter onesposobi Ferrera i unatoč njegovim molbama, ubija ga te njegovo tijelo baca u močvaru s aligatorima. |                            |                                                              |                 |                                                                                      |                    |                    |
| 4. | "Fender Bender"            | "Manji sudar" "Kvrcavica"                                    | Monica Raymund  | Nick Zayas                                                                           | 27. prosinca 2024. | 6. veljače 2025.   |
| Prije mnogo godina, Harry čuva sinove Laure Moser, Briana Mosera i Dextera, kako bi pomogao u slučaju protiv Estrade; pritom mu Dexter postaje drag. Kada se Laura vrati, ona i Harry imaju spolni odnos. U sadašnjosti, Jimmy je pronađen obješen s mosta, ubijen. Dexter postaje uznemiren kad vidi Jimmyjevo tijelo, pa ga Harry šalje na drugo mjesto zločina; tamo Dexter počinje razvijati prijateljstvo s policajcem Clarkom Sandersom. Debra ulazi u rivalstvo s kolegicom nakon što postane kapetanica. Dexter pronalazi svoju novu metu, Mad Doga, mafijaškog plaćenog ubojicu i u njegovoj kući nalazi potencijalne dokaze. Odnos između Harryja i Debre ostaje napet. Dexter impresionira neke kolege nakon što riješi slučaj, ali ne i LaGuertu. Dexter pokazuje dokaze protiv Mad Doga Harryju, koji mu dopušta da ga ubije. Debra započinje vezu s muškarcem po imenu Gio. Dexter odlazi na izlet brodom s Mad Dogom. U njegovoj kući, Dexter ga onesposobi, ali se Mad Dog probudi i pobjegne; tijekom potjere udara ga automobil i on pogiba. |                            |                                                              |                 |                                                                                      |                    |                    |
| 5. | "F Is for Fuck Up"         | "Z kao zajeb" "S kao Sjebano"                                | Michael Lehmann | Alexandra Franklin & Marc Muszynski                                                  | 3. siječnja 2025.  | 13. veljače 2025.  |
| Prije mnogo godina, Harry i Laura su još uvijek imali spolne odnose. Jednog dana, kad se vratio kući, Doris otkriva Harryju da je trudna. U sadašnjosti, nakon incidenta s Mad Dogom, Dexter ima malo vremena da poništi svoj plan da ga ubije; policija upada u kuću, ali ne pronalazi Dextera. Po povratku, Harry grdi Dextera zbog nepromišljenosti u vezi s Mad Dogom i zabranjuje mu da ubija ili ide na posao. Debra otkriva da je Dexter jeo njezine kolače s marihuanom koje je pripremila za tim. Debra pojede jedan kolač, provode dan zajedno i ponovno se zbliže. Zahvaljujući Tanyi, Dexter otkriva etorfin, sredstvo za uspavljivanje koje bi mu omogućilo da svoje žrtve uspava koliko god mu je potrebno. Harryjev posao dolazi u pitanje kad upropasti suđenje, a Levi Reed, ubojica, bude pušten; Spencer ga zadržava, ali ga miče s Jimmyjevog slučaja. Harry i Dexter ostave Debru na cjedilu, pa ona sama odlazi na majčin grob. Dan provodi s Giom i imaju spolni odnos. Harry pokušava ubiti Reeda, ali ga Dexter uspava; Dexter ga koristi kao test za svoju novu metodu. Dexter želi ubiti Reeda i predlaže to Harryju, koji bez oklijevanja pristaje.                                                                           |                            |                                                              |                 |                                                                                      |                    |                    |
| 6. | "The Joy of Killing"       | "Užitak ubijanja" "Užitak ubojstva"                          | Michael Lehmann | Terry Huang                                                                          | 10. siječnja 2025. | 20. veljače 2025.  |
| Prije mnogo godina, Laura je počela gubiti strpljenje zbog dugotrajnosti slučaja. Kada se rodila Debra, Doris je rekla Harryju da zna za njegovu aferu i da to više ne može podnositi. U sadašnjosti, Spencerov sin Nicky biva otet od strane Jimmyjevog ubojice. Debra prisiljava Dextera da upozna Gia na spoju za dvoje, uz pratnju Sofije. Na mjestu zločina, Dexter iznosi teoriju da su neka ubojstva povezana, te da ubojica traži metodu koja će ga zadovoljiti; LaGuerta odbacuje tu teoriju. Spencer saznaje da mu je sin otet, a policijska postaja strahuje jer je Spencer osobno uključen u slučaj. Dexter počinje promatrati Reeda. Odlazi na spoj udvoje, gdje pokazuje svoju društvenu nespretnost; Sofia mu pruži oralni seks. LaGuerta počinje vjerovati Dexterovoj teoriji. Dexter uspavljuje i ubija Reeda; postaje serijski ubojica. Dok je Spencer pod pritiskom, Harry ga pokušava utješiti. Kada Dexter krene riješiti se Reedovog tijela, nailazi na policiju u močvari, pronašli su Ferrerovu ruku. |                            |                                                              |                 |                                                                                      |                    |                    |
| 7. | "The Big Bad Body Problem" | "Problem velikog lošeg tijela" "Veliki problem"              | Monica Raymund  | Katrina Mathewson & Tanner Bean                                                      | 24. siječnja 2025. | 27. veljače 2025.  |
| Prije mnogo godina, Harry prisiljava Lauru da nastavi s operacijom. Laura se sastaje s Estradom i čini se da je sastanak uspješan; Estrada naređuje da je drže pod nadzorom. U sadašnjosti, Dexter ulazi na mjesto zločina u močvari, gdje su prisutni LaGuerta i Masuka; Dexter daje Ferrerovu ruku aligatoru, tvrdeći da ga je napao. Tada se riješi Reedovog tijela tako što ga baci u kontejner. Sofia prekida s Dexterom, misleći da ju vara; ljuti se na Debru jer je ne podržava. LaGuerta iznosi Spenceru teoriju o serijskom ubojici, a on odobrava nastavak istrage. Nicky pokušava napasti otmičara, ali promašuje, te mu otmičar odreže prst. Debra udari Tiffany i bude izbačena iz tima; unatoč Harryjevom protivljenju, odlazi s Giom. Dexter počinje tražiti mjesto gdje bi mogao bacati tijela svojih žrtava. Odjel zaprima prst i potvrđuje da pripada Nickyju; Dexter otkriva moguću krv ubojice. Također primjećuje ranu na Spenceru i zaključuje da je on ubojica. Spencer se vidi kako kupuje iste Sunny Smiles gotove obroke koji su bili dani Jimmyju Powellu prije njegova ubojstva, rekavši blagajnici: „Moj klinac ih obožava.” Time se Dexterova teorija čini potvrđenom.                                                     |                            |                                                              |                 |                                                                                      |                    |                    |
| 8. | "Business and Pleasure"    | "Posao i zadovoljstvo" "Posao i užitak"                      | Monica Raymund  | Scenarij: Mary Leah Sutton Priča: Mary Leah Sutton i Johanna Ramm                    | 31. siječnja 2025. | 6. ožujka 2025.    |
| 9. | "Blood Drive"              | "Dar u krvi" "Žudnja za krvlju"                              | Michael Lehmann | Scenarij: Scott Reynolds Priča: Scott Reynolds & Alexander Kellerman                 | 7. veljače 2025.   | 13. ožujka 2025.   |
| 10. | "Code Blues"               | "Hitni slučajevi" "Uzbuna"                                   | Michael Lehmann | Scenarij: Clyde Phillips Priča: Clyde Phillips & Alexandra Franklin & Marc Muszynski | 14. veljače 2025.  | 20. ožujka 2025.   |
| Godinama je Brian prolazio kroz brojne udomiteljske obitelji, svaka s vlastitim problemima, sve dok naposljetku nije primljen u psihijatrijsku ustanovu. Tijekom jedne terapije, dr. Petrie mu zabrani viđanje s Dexterom, pa ga Brian ubije i pobjegne. Dexter slijedi Spencera do broda gdje je zatočen Nicky. Dexter mu skrene pozornost, a Spencer pokušava ubiti Dextera, no ne uspijeva. Spencer zatim počinje puniti Nickyjevu ćeliju vodom i daje Dexteru izbor: spasiti Nickyja ili krenuti za njim. Dexter spašava Nickyja, a Spencer bježi. Harry s LaGuertom odlazi na mjesto zločina Barb i u daljini ugleda Briana. Suočava se s njim zbog ubojstava i njegove želje da bude s Dexterom te ga pokušava zaustaviti, ali Brian tvrdi da ga samo on može ubiti; Harry to ne može učiniti i Brian ga onesvijesti. Spencer odlazi u Beccinu kuću s namjerom da je ubije, znajući da Nicky nije njezin sin, ali ga Dexter onesvijesti. Na brodu, Dexter ubija Spencera i baca ga u more. Harry se žali da ga je Spencer zaslijepio, no Dexter ga suočava s istinom. Bobby izlazi iz bolnice. Na večeri, Debra objavljuje da želi postati policajka, a obitelj to slavi zajedno, dok ih Brian promatra iz daljine.                                 |                            |                                                              |                 |                                                                                      |                    |                    |

## Produkcija

### Razvoj
Dana 6. veljače 2023. televizijska mreža Showtime naručila je produkciju serije Dexter: Origins, prednastavka (prequel) serije Dexter koji prikazuje priču o podrijetlu glavnog lika Dextera, a koji je osmislio Clyde Phillips.[2] Serija je kasnije preimenovana u Dexter: Original Sin i sastojat će se od deset epizoda. Phillips, koji obnaša dužnost glavnog scenarista, također će sudjelovati kao izvršni producent zajedno sa Scottom Reynoldsom, Michaelom C. Hallom, Mary Leah Sutton, Tonyjem Hernandezom i Lilly Burns, dok će Robert Lloyd Lewis biti producent. Produkciju serije vode Showtime Studios i Counterpart Studios.
U ožujku 2025. Clyde Phillips je na pitanje o mogućnosti druge sezone izjavio: „Iskreno, ne znam. Trenutno snimam Resurrection i nisam razmišljao o sljedećoj sezoni. Vidjet ćemo.” Glumci su izrazili spremnost za povratak u eventualnoj drugoj sezoni. Patrick Gibson je izjavio: „Bilo mi je izuzetno lijepo raditi na ovoj seriji i svi uključeni su nevjerojatni. Imati Clydea, originalnog showrunnera, ponovno na projektu i raditi s tako sjajnom glumačkom postavom, osjećao bih se jako, jako sretnim kada bih se mogao vratiti.”
Dana 1. travnja 2025. potvrđeno je da je serija obnovljena za drugu sezonu na Paramount+ i Showtimeu.

### Snimanje
Glavno snimanje serije započelo je 5. lipnja 2024. u Miamiju. U kolovozu 2024. objavljeno je da je snimanje premješteno u Los Angeles.

## Vanjekse poveznice
- Dexter: Original Sin u internetskoj bazi filmova IMDb-a
- Službena stranica SkyShowtime Hrvatska